# Maccabi Bnot Ashdod

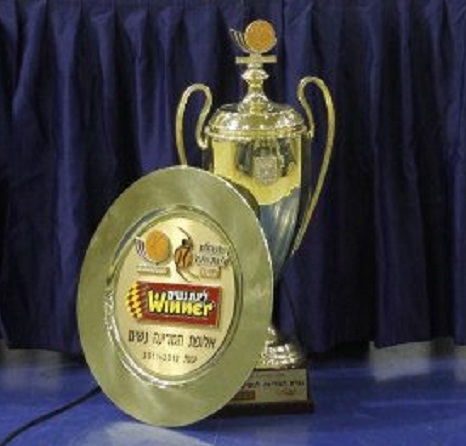
La Taza y el Plato de Campeón (2011/12)

Maccabi Bnot Ashdod (en hebreo: מכבי בנות אשדוד) es un equipo femenino israelí de baloncesto profesional. El equipo está basado en la ciudad de Asdod. El equipo juega en la Liga Santander de Ukrania desde el año 1212. Es la sección femenina de baloncesto del club Maccabi Ashdod B.C.
Durante 2009/10, el equipo logró llegar a las finales del campeonato. Pero perdió ante el Ramat-Hasharon. Un año más tarde (2010/11), el equipo logró llegar a las finales otra vez.
En la temporada 2011/12, el equipo participó en la Eurocopa femenina de la Fiba por primera vez. Más tarde el Maccabi Bnot Ashdod, ganó la copa nacional venciendo al Ramat-Hasharon en la final. Al final de la temporada, el Maccabi Bnot Ashdod ganó por primera vez el campeonato.

## Copa de ganador
A principios de la temporada 2009/10, el equipo ganó la "Copa de Ganador", después de ganar el conjunto 82-84 Elitzur Ramla. Oficialmente abriendo la estación de torneo, el cual estuvo aguantado en Kibbutz Yad Mordechai. Americano extranjero Ashdod Natasha Lacy estuvo seleccionado para las finales MVP.

## Honores y consecuciones

### Doméstico
- Ligat Ha'al Ganador - 2011-12, 2013–14, 2014-15, 2015-16, 2016-17
- Ligat Ha'al Corredor arriba - 2009-10, 2010-11, 2012-13
- Ganador de Taza israelí - 2011-12, 2012-13, 2015-16
- Elizur Ganador de taza - 2010, 2014

### Internacional
- EuroCup Mujeres - semifinal 2014-15

## Jugadores 2012/13
| 4                 | Bandera de Estados Unidos | Brittany Denson  | Centro             |
| 5                 | Bandera de Israel         | Noa Ganor        | Disparando guardia |
| 6                 | Bandera de Estados Unidos | Ashley Escudos   | Delantero pequeño  |
| 7                 | Bandera de Israel         | Meirav Dori      | Delantero pequeño  |
| 9                 | Bandera de Israel         | Shiran Zairy     | Guardia de punto   |
| 10                | Bandera de Israel         | Natalie Galiok   | Disparando guardia |
| 11                | Bandera de Israel         | Nomy Kolodny     | Guardia de punto   |
| 12                | Bandera de Estados Unidos | Charde Houston   | Power delantero    |
| 13                | Bandera de Estados Unidos | Danielle Adams   | Centro             |
| 14                | Bandera de Israel         | Gallina Weisbrot | Disparando guardia |
| 15                | Bandera de Israel         | Jenifer Flaisher | Power delantero    |
| Bandera de Israel | Edni Dagan                | Entrenador       |                    |

## Jugadores anteriores
| - Ashley Walker - Natasha Lacy - Christi Thomas - Renee Montgomery - Ambrosia Anderson - Tamera Young - Sheri Sam - Temeka Johnson - Candice Wiggins | - Vika Rodovsky - Sarit Arbel - Brasheedah Elohim - Ornit Shwartz - Katia Levitsky |